# 等效原理
等效原理（德語：Äquivalenzprinzip），尤其是強等效原理，在廣義相對論的引力理論中居於一個極重要的地位，它的重要性首先是愛因斯坦分別在1911年的《關於引力對光傳播的影響》及1916年的《廣義相對論的基礎》中提出來。
等效原理共有兩個不同程度的表述：弱等效原理及強等效原理。
對此原理，愛因斯坦曾如是說：「我為它的存在感到極為驚奇，並且猜想其中必有一把可以更深入了解慣性和引力的鑰匙。」

## 爱因斯坦关于惯性质量与引力质量等同性的表述
稍微思考一下就会发现，惯性质量与引力质量的等同性定律等价于另一则断言，即引力场赋予一个物体的加速度与此物体本身的性质无关。在某个引力场中，牛顿的运动方程（完整形式）如下：
(惯性质量) {\displaystyle \cdot } (加速度) {\displaystyle =} (引力场强度) {\displaystyle \cdot } (引力质量).
只有在惯性质量与引力质量在数值上相等时，加速度才会与物体本身的性质无关。

## 引力理论的发展史
等效原理的类似思想萌发于17世纪初，当时，伽利略通过实验表明了：测试质量在重力作用下的加速度与该质量的大小无关。
约翰内斯·开普勒利用伽利略的发现，假设了月球在其轨道上停住从而坠向地球时会发生什么事情，他精确地描述了该过程，从中看出他具备等效原理的知识。这个思想实验的推导不需要知道重力是否随距离增大而衰减，或以什么方式衰减，但它需要假定重力与惯性二者等价。
假设相互邻近的两块石头位于世界上的任意位置，并且没有第三个相关的物体对其施加影响，那么，这两块石头（就像两根磁铁针）就会相互靠近并在某个中间点相会，每个石头被拖拽的空间距离是与对方的质量成比例的。假设月球与地球没有（靠animal force或者别的等效力量）维持在各自轨道上运转的话，那么地球就会撞向月球——它会前进1/54的地月距离，而月球也会向地球坠去——它会前进另外的53/54的地月距离，最终他们会在那一点相会。当然我们假设了两者具备相等的物质密度。——约翰内斯·开普勒，《新天文学》，1609年
1/54的比值是开普勒估算的月球-地球的质量比值，基于它们的直径得出。他的描述的精确表达可以由牛顿定律{\displaystyle F=ma}和伽利略重力观测得到的距离公式{\displaystyle D=(1/2)at^{2}}推导得出。上述2个加速度相等之后就是等效原理。对每个质量来说碰撞前经过的时间是相同的，由此开普勒得出了结论{\displaystyle D_{\mathrm {moon} }/D_{\mathrm {Earth} }=M_{\mathrm {Earth} }/M_{\mathrm {moon} }}，他不需要知道碰撞前经过的时长，也不需要知道重力产生的加速力是否与距离有关、或有怎麼樣的關係。
牛顿的万有引力理论简化并形式化了伽利略和开普勒的思想。牛顿意识到，除了引力和惯性之外，开普勒的所谓“animal force或者别的等效力量”是不需要的。牛顿发展了开普勒的行星定律，并推导出了引力是如何随距离增大而衰减的。
1907年，阿尔伯特·爱因斯坦严格地提出了等效原理。他注意到，物体以1g的加速度向地心下落（{\displaystyle g=9.81m/s^{2}}是地表的重力加速度），其加速效果等同于，位于太空中的一枚火箭之内观测一个惯性运动的物体，而该火箭正以1g的加速度在做加速运动。爱因斯坦于是陈述为：
我们……认为一个引力场与一个相应的加速参考系在物理上是等效的。——爱因斯坦，1907年
也就是说，位于地球表面等效于位于一艘正被引擎加速的太空飞船上（飞船远离任何引力源）。在地球表面的等效加速方向是”上“，即与地心相反的方向，相应地，飞船的加速方向与推进器喷出的物质相反。从这个原理中，爱因斯坦推断：自由落体其实是一个惯性运动。正在自由下落的物体并不会觉察出向下加速（即，朝向地球或其它大质量物体），反而只有失重感与零加速。在一个惯性参考系中，物体（以及光子）遵守牛顿第一定律，作匀速直线运动。类似地，在一个弯曲的时空中，一个惯性粒子或一束光的世界线会尽可能的直接（在时间与空间之内）。这样的一条世界线被称为测地线，从惯性参考系的角度看就是一条直线。这就是为什么加速度计在自由落体过程中不会有任何读数，内部测试质量与加速度计本身之间不存在相对运动。
一个例子：一个惯性物体正在空间中沿着测地线运动，它可以被一个巨大的引力质量所捕获并在轨道上绕行，并完全感受不到加速度。这是可能的，因为在巨大的引力质量的附近，时空是高度弯曲的，此时测地线也会向内弯成弧线，并最终环绕着该质量中心，一个自由漂浮的惯性物体就只会沿着这些弯曲的测地线形成椭圆轨道。而在轨道上的加速度计将永远不会出现读数。
相比之下，牛顿力学将引力视为一种”力“，这种力把具有质量的物体拽向另一大质量的物体。在地球表面，引力被地表的阻挡力所抵消。所以在牛顿的物理学中，一个人静止地位于一个大质量（非旋转）物体的表面时，他便处在一个惯性参考系中。种种这些因素促成了如下等效原理的推论，爱因斯坦在1911年将其精确地阐述：
 
当一名观察者探测到局部范围内出现力的作用，该力作用于所有物体上，并且作用力与物体的惯性质量成正比，那么，该观察者正处于一个加速参考系之中。——爱因斯坦
爱因斯坦还提到了2个参考系，K和K'。K是一个均匀的引力场；而K'不存在引力场，但却正在均匀加速，使得两参考系中物体都感受到完全相同的力：
 
我们得出了一个关于这个经验法则的非常满意的解释，前提是假定我们认可系统K和K'在物理上是完全等价的。也就是说，我们认可系统K可被视为一艘不在引力场中的飞船，且正在均匀地加速运动。这个关于物理学等价性的假定使我们不可能谈论参考系统的绝对加速度，就像通常的相对性原理禁止我们谈论系统的绝对速度一样。这也使得引力场中所有物体的同等下坠显得理所当然。——爱因斯坦，1911年
这个发现仅仅是起点，最后被发扬光大成为了广义相对论。爱因斯坦建议应该将它提升到一般性原理的地位，他在构建相对论时将其称为”等效性的原理“：
 
只要我们将自己限制在牛顿力学占主导的领域，并只涉及纯粹的力学过程，我们就会确信系统K和K'的等效性。但是我们的这一观点并没有任何更深层的意义，除非系统K和K'在所有物理过程中都是等效的，也就是说，除非一切自然定律在K中与K'中完全一致。假定了这一点之后，我们就得出一个具有重大意义的原理——如果它真的是正确的话。因为那样的话，我们就可以通过理论上研究均匀加速参考系中的物理过程，进而获取关于相似引力场中物理过程的知识。——爱因斯坦，1911年
爱因斯坦联合了等效原理与狭义相对论，预言了引力势中的时钟会有流速变化，而且光线在引力场中会发生偏转弯曲，这个预言甚至早于他发展出弯曲时空的概念。
爱因斯坦描述的初始版本的等效原理得出了结论：自由落体运动和惯性运动在物理上是等效的。这个形式的等效原理可以陈述如下。处于无窗户的房间中的观察者无法区分自己正在地球表面、还是在深空中以1g加速运动的飞船中。严格来说这是不正确的，因为巨大质量的物体会引发潮汐现象（由于引力场的强度和方向的差异），而加速运动的深空飞船中却没有这个现象。因此，这个房间应该是足够小的，以至于潮汐现象可以被忽略。
虽然等效原理指导了广义相对论的发展，但它却不是相对论的一个基本原理，它只是相对论的几何性质的一个自然结果。在广义相对论中，自由下落的物体沿着时空的测地线运动，我们感知到的重力，其实是因为我们没有办法沿着那些时空测地线运动，地球表面物质的力学阻挡让我们没法这么做。
自从爱因斯坦发展出了广义相对论，人们需要一种框架来检验这个理论，并与其它可能的兼容狭义相对论的引力理论作比较。罗伯特·亨利·迪克发展出了这一框架，作为他用以检验广义相对论的方案的一部分。2个新的原理被提出来，即所谓的爱因斯坦等效原理和强等效原理，两者都假定弱等效原理作为出发点。它们的区别只在于，是否适用于引力实验。
另一个需要澄清的事情是，等效原理假定了1g的恒定加速度，但并没有考虑产生1g所带来的力学影响。如果我们确实考虑力学影响的话，那我们必须假定上述的无窗户房间具有固定的质量。对它进行1g的加速意味着，对它有一个恒定的作用力，力的大小{\displaystyle F=mg}（其中m是房间整体连同其中观察者的质量）。现在，如果观察者在房间内跳起，那么房中地板上某个物体的重量将会暂时减小，这是因为跳起的观察者反向推了地板，导致房间的加速度暂时减小了。当观察者在空中时，房间的整体质量减小了，于是得以拥有更大的加速度，导致地板上那个物体的重量又会增加。当观察者落地时，再次反向推了地板，该物体重量会再次减小。之后，它的重量最终会恢复原状。为了使所有这些效应与一颗1g的行星上所作的测量相同，该无窗户房间必须假定与那颗行星具有相等的质量。此外，该无窗户房间不能引起它自身的引力效应，否则场景就变得更复杂了。这些无疑都是学术性的，但如果我们想用实验来演示1g引力和1g加速度的等效性的话，在或多或少的精度上也是具备操作性的。

## 弱等效原理
弱等效原理原是指觀測者不能在局部的區域內分辨出由加速度所產生的慣性力或由物體所產生的引力，而它是由引力質量與慣性質量成正比例這一事實推演出來，這個關係首先是由伽利略及牛頓用一系列的實驗斷定出來。

### 伽利略及牛頓的實驗
早在17世紀，伽利略已利用物體從斜面滾下不同的距離所需要的時間，去證明物體於地球上的自由下落的加速度是一個常量；另外，伽利略亦發現單擺的週期只與擺長有關，而與擺錘的質料無關。稍後的牛頓則做了兩個等長而同形狀的單擺，其中一個的擺錘是用金做的；而另一個擺錘用等重的銀、鉛、玻璃、沙等不同物料製成。而牛頓在多次實驗均未能觀察到它們之間的週期差異。
從牛頓力學來說，質量本身被付予兩種不同的意義：一個從動力學方程式（牛頓第二定律）引入：
{\displaystyle m_{\text{I}}\,}是指慣性質量，代表著物體運動的慣性，即是物體抵抗運動變化的程度；另一方面，從牛頓萬有引力定律：
可知{\displaystyle m_{\text{G}}\,}是代表物體引力大小的一個參數，稱作引力質量。
至此可從定量分析去理解兩種不同物理量的關係：
從斜面的落體運動分析，可知
由於實驗結果是：自由下落的加速度是一個常量，所以：
但這個實驗的精確度不及單擺那麼高，從小幅單擺的分析可知：
則週期{\displaystyle T\,}則表示為：
由於實驗的結果是：單擺的週期只與擺長有關，而與擺錘的質量無關；所以牛頓以{\displaystyle {\frac {m_{\text{G}}}{m_{\text{I}}}}=1+O(10^{-3})\,}的精確度於1680年接受了{\displaystyle m_{\text{I}}=m_{\text{G}}\,}的結論。
在牛頓之後，厄阜於1890年25年間，以鉑為基準用八種不同的材料去進行攏扭實驗，去測量引力質量與慣性質量的比例與1的偏離，從實驗的精確度，厄阜的結論是：
到了1962年，迪克改進了厄阜攏扭實驗之精確度至{\displaystyle 10^{-11}}；到了1971年，布拉金斯基及潘洛夫等人又將實驗之精確度推至{\displaystyle 10^{-12}}。此外還有別的科學家用實驗測定了原子和原子核的結合能所對應的引力質量與慣性質量之比，亦沒有發現對1之偏離（雖精確度不及厄阜攏扭實驗）。因此，在目前的精確度甚高之下，可證實：
從兩種質量的觀念上來說，他們是本質不同的物理量；但如果兩者的值之比例對一切物體相同，在實用上可把他們當同一個量來對待（即是物體的質量），這就是引力質量與慣性質量成正比例；在適當的單位制下，即令比例常數成為{\displaystyle 1}，引力質量與慣性質量相等。

### 愛因斯坦的思想實驗
自牛頓至愛因斯坦的200余年間，人們對引力質量及慣性質量相等的事只是當成偶然的事件，並沒有深刻去研究，直至愛因斯坦完成狹義相對論後，要處理引力理論和相對性原理的調和問題，方始注意。愛因斯坦曾說：
引力場中一切物體都具有同一的加速度，這條定律也可表述為慣性質量同引力質量相等，它當時就使我認識到它的全部重要性。我為它的存在感到極為驚奇，並且猜想其中必有一把可以更深入了解慣性和引力的鑰匙。
愛因斯坦用一個思想實驗來說明：在遙遠的宇宙深處（慣性參考系），有一個密封的太空船在{\displaystyle +z}方向向上加速，其加速度為{\displaystyle 9.8\ \mathrm {m} \cdot \mathrm {s} ^{-2}}，假設密封的太空船內有一個太空人及一個鉛球，該太空人在太空船內拿起一塊鉛球，他感受到鉛球有重量；不單如此，他自己亦感受到自身有重量，他認為這有兩個可能性：一是太空船在太空中正在{\displaystyle +z}方向向上（相對於太空人）加速，雖然附近沒有任何星球或重力場，太空人仍會感覺到因鉛球及自身的慣性關係有下墜的傾向，這就是慣性力。另一個可能性是太空船可能停在一顆行星上，其引力場強度是{\displaystyle 9.8\ \mathrm {N} \cdot \mathrm {kg} ^{-1}}，它利用萬有引力來拉扯著鉛球及自己，使他感到鉛球及自己的重量。
另一個思想實驗是：在大廈內的電梯不幸地斷了鋼索，電梯正以加速度{\displaystyle 9.8\ \mathrm {m} \cdot \mathrm {s} ^{-2}}向下加速，假設電梯槽無限長，電梯內有乘客及一個鉛球，裡面的乘客可觀察到鉛球及自己會浮在半空，即是“失重”。他認為這有兩個可能性：一是電梯在電梯槽中正在{\displaystyle -z}方向向上（相對於電梯槽）加速，乘客及鉛球正跟著電梯加速。另一個可能性是電梯可能在遙遠的宇宙深處，其引力場強度是{\displaystyle 0\ \mathrm {N} \cdot \mathrm {kg} ^{-1}}，沒有萬有引力來拉扯著鉛球及自己，使他感受不到鉛球及自己的重量；由於乘客認為沒有任何力施加在自己及鉛球上，所以加速度為{\displaystyle 0\ \mathrm {m} \cdot \mathrm {s} ^{-2}}，是慣性參考系。
現在可從定量的分析去討論上述兩種情況，從第一個思想實驗可知：
由於{\displaystyle m_{\text{I}}=m_{\text{G}}\,}及{\displaystyle \mathbf {a} =\mathbf {g} ^{\prime }\,}，所以法向反作用力{\displaystyle \mathbf {R} \,}相同，密封太空船內的太空人不可能分辨出重力所做成的重量或由慣性做出的“重量”。
由第二個思想實驗可知：
由於{\displaystyle m_{\text{I}}=m_{\text{G}}\,}及法向反作用力{\displaystyle \mathbf {R} =\mathbf {0} \,}（任何物體沒有與電梯接觸），電梯內的乘客不可能分辨出加速度所抵消的引力場強度（假慣性參考系）或由真正為零的引力場強度及加速度（真慣性參考系）。
由此可見，無論任何動力學方法，只要有{\displaystyle m_{\text{I}}=m_{\text{G}}\,}，是不能分辨引力場強度及加速度的動力學效應；甚至或是慣性參考系和非慣性參考系的動力學效應都是不能分辨，其中的兩類觀察者都是能用各自的方式去正確描述事實，所以這兩種分析方法是等效的，這就是弱等效原理。

### 引力、慣性、狹義相對論及弱等效原理
弱等效原理的論證，一直只是用經典力學的方法去嘗試分辨慣性參考系和非慣性參考系，並沒有提及用其他方法，如電磁學方法；另外，慣性質量及重力質量的關係能否再用狹義相對論的方式再驗証一次？畢竟只用上述方法是不足以說明在經典力學不適用的情形下慣性質量及重力質量依然有比例的關係。愛因斯坦於是利用質能關係{\displaystyle E=m_{\text{I}}c^{2}\ }去說明在相對論的效果被考慮的情形下，若果假定一點的引力場（{\displaystyle -z}方向）及一點的加速參考系（{\displaystyle +z}方向）的物理學效應完全一樣，那麼不但慣性質量及引力質量依然有比例的關係，而且時間、空間都受到引力場的影響。
愛因斯坦的論証如下：設兩個備有量度儀器的物質體系 {\displaystyle S_{1}} 和 {\displaystyle S_{2}}，位於存在重力的慣性參考系 {\displaystyle K} 之 {\displaystyle z} 軸上，彼此相隔為 {\displaystyle h\ \mathrm {m} \,}，令 {\displaystyle S_{2}} 的引力勢比 {\displaystyle S_{1}} 大 {\displaystyle gh\ \mathrm {m} ^{2}\cdot \mathrm {s} ^{-2}\,}（即是 {\displaystyle S_{1}} 比 {\displaystyle S_{2}} 更近引力源）。有一定的能量{\displaystyle E\,}以輻射形式從 {\displaystyle S_{2}}  發射到 {\displaystyle S_{1}}。這時可利用量度儀器去量度 {\displaystyle S_{1}} 和 {\displaystyle S_{2}} 的能量，將這些裝置帶到 {\displaystyle z} 軸的同一位置之上去進行比較，結果理應完全一樣。但我們不能先驗地論斷引力場對於輻射傳遞能量的過程沒有影響。但我們可以用一個均加速、沒有引力的參考系 {\displaystyle K'} 去代替存在重力的慣性參考系 {\displaystyle K} 去進行測量。我們用 {\displaystyle K'} 相對一個沒有加速的 {\displaystyle K_{O}} 去運動，去分析由 {\displaystyle S_{2}} 輻射能量至 {\displaystyle S_{1}} 的過程。當 {\displaystyle S_{2}} 輻射能量至 {\displaystyle S_{1}} 的瞬間，設  {\displaystyle K'} 相對於 {\displaystyle K_{O}} 的速度為 {\displaystyle 0}，當時間過去了{\displaystyle {h \over c}\,}，輻射會到達 {\displaystyle S_{1}} 而 {\displaystyle K'} 相對於 {\displaystyle K_{O}} 的速度為 {\displaystyle v=g{h \over c}\,}，根據狹義相對論和多普勒效应， {\displaystyle S_{1}} 所得到的能量不是 {\displaystyle E_{2}\,} 而是比{\displaystyle E_{2}\,} 大的 {\displaystyle E_{1}\,}。因为{\displaystyle K'}做均加速运动，根据狭义相对论，当物体的速度越接近光速，越难加速，因此正在做均加速运动的{\displaystyle K'}的速度必定远小于光速。{\displaystyle E_{1}}和{\displaystyle E_{2}}的關係是
由于{\displaystyle K'}的速度远小于光速，{\displaystyle \gamma }近似于{\displaystyle 1}，故{\displaystyle E_{1}}和{\displaystyle E_{2}}的关系为
根據以上的假定，同樣的過程發生在存在重力的慣性參考系 {\displaystyle K} 之上會有同樣的效果，可用引力勢差{\displaystyle -\Delta \Phi >0\,}去代替 {\displaystyle gh\,}，只要設 {\displaystyle S_{1}} 關於引力的任意常數為 {\displaystyle 0} 即可，結果是
在式子中，{\displaystyle E_{1}\,} 比 {\displaystyle E_{2}\ } 多了 {\displaystyle {E_{2} \over c^{2}}\Delta \Phi \,} 的引力勢能，而輻射本身就相當於多了一個引力質量 {\displaystyle m_{\text{G}}={E_{2} \over c^{2}}\ }，但由於{\displaystyle E=m_{\text{I}}c^{2}\ }，這個引力質量不但必與慣性質量有關，而且必需要相等。愛因斯坦再用以下的過程詳細說明這一點：
1. 把能量 {\displaystyle E\,} （在 {\displaystyle S_{2}} 量度出的）以輻射形式從 {\displaystyle S_{2}} 發射至 {\displaystyle S_{1}} ，用上述之結果，可知 {\displaystyle S_{1}} 吸收了能量 {\displaystyle E(1+{gh \over c^{2}})\,} （在 {\displaystyle S_{1}} 量度出的）。
2. 把一個具有引力質量 {\displaystyle m_{\text{G}}\,} 的物體 {\displaystyle W} 從 {\displaystyle S_{2}} 下降至 {\displaystyle S_{1}} ，這過程中 物體 {\displaystyle W} 向外作了功 {\displaystyle m_{\text{G}}gh\,}。
3. 當物體 {\displaystyle W} 在  {\displaystyle S_{1}} 時，能量 {\displaystyle E\,} 從 {\displaystyle S_{1}} 輸送至物體 {\displaystyle W} ，使物體 {\displaystyle W} 的引力質量增加至 {\displaystyle m'_{\text{G}}\,} 。
4. 把物體 {\displaystyle W} 升回至  {\displaystyle S_{2}} ，外界需要作功，其值即是 {\displaystyle m'_{\text{G}}gh\,} 。
5. 把能量 {\displaystyle E\,} 從物體 {\displaystyle W} 送回至  {\displaystyle S_{2}} 。

這個過程的結果只是能量在 {\displaystyle S_{1}} 增加了 {\displaystyle E({gh \over c^{2}})\,}，而能量又以作功的形式 {\displaystyle m'_{\text{G}}gh-m_{\text{G}}gh\,} 給出，所以
或者
引力質量的增加值等於能量的增加值，能量的增加值又要等於慣性質量的增加值。
其實這等效性可從參考系 {\displaystyle K} 及 {\displaystyle K'} 之間的等效性得出的：由於 {\displaystyle K} 中的引力質量完全等於 {\displaystyle K'} 中的慣性質量，因此能量本身必然有引力質量，其數值等於它的慣性質量。如果在 {\displaystyle K'} 中（即是均加速參考系）有一個物體，質量為 {\displaystyle M_{0}\,} 的掛在測力計上，由於物體的慣性，測力計會得出表觀重量 {\displaystyle M_{0}g\,}。如果把能量 {\displaystyle E\,} 附加至物體之上，測力計必然會得出表觀重量 {\displaystyle (M_{0}+{E \over c^{2}})g\,}。根據假定，在參考系 {\displaystyle K} 中 （在均勻引力場中） 重作這個實驗時，必然會有相同的結果。
所以，慣性參考系和非慣性參考系的任何效應都是不能分辨，其中的兩類觀察者都是能用各自的方式去正確描述事實；而非慣性參考系的效應可以歸於慣性參考系中引力的效應，反之亦然，而這兩種效應是等效的。

### 弱等效原理、光的引力偏折與引力紅移—時空彎曲的本質
從弱等效原理，可以推論出光的引力偏折及引力紅移這二個經驗的結果，並可證明用平直幾何去描述存在引力的時空之不適用性。

#### 光的引力偏折
假設有一個“靜止”的電梯中的觀察者看到外面射進去的光是直線進行的；當電梯向上加速時，他會發現光會沿向下的彎曲曲線行進，光沿向下的曲線彎曲是因為參考系被加速；由於等效原理成立，光在引力場中必然有相同的現象。

#### 引力紅移
再用剛才參考系的 {\displaystyle K'} 去說明，現在 {\displaystyle S_{1}} 和 {\displaystyle S_{2}} 分別換上了測定頻率的裝置，有一輻射的頻率為{\displaystyle f_{2}\,}由 {\displaystyle S_{2}} 向 {\displaystyle S_{1}} 輻射，在 {\displaystyle S_{1}} 其頻率不會再是{\displaystyle f_{2}\,}而是較大的{\displaystyle f_{1}\,}，即是“藍移”，並且
因為我們可以再引入一個沒有加速度的參考系 {\displaystyle K_{O}}，在輻射開始發射時， {\displaystyle S_{1}} 相對 {\displaystyle K_{O}} 的速度為 {\displaystyle 0}；在輻射到達 {\displaystyle S_{1}} 後， {\displaystyle S_{1}} 相對 {\displaystyle K_{O}} 的速度為 {\displaystyle g{h \over c}\,}。根據多普勒效應及狹義相對論，作一級近似，便會得到上述藍移結果。
由於 {\displaystyle K} 及 {\displaystyle K'} 的等效性，可知這方程式對 {\displaystyle K} 參考系亦有效，只要這座標系中亦有這輻射輸送過程。由此可知，一個輻射在 {\displaystyle S_{2}} 於一定的引力勢{\displaystyle \Phi _{2}\,}之下發射至 {\displaystyle S_{1}} （引力勢為{\displaystyle \Phi _{1}\,}），引力勢差為{\displaystyle \Delta \Phi =\Phi _{1}-\Phi _{2}=-gh<0\,}。在應用位於 {\displaystyle S_{2}} 的鍾測得輻射的週期為{\displaystyle T_{2}\,}而得知頻率為{\displaystyle T_{2}^{-1}=f_{2}\,}，在 {\displaystyle S_{1}} 所測得的頻率為{\displaystyle f_{1}=f_{2}(1-{\Delta \Phi  \over c^{2}})\,}，而週期為 
即是在 {\displaystyle S_{1}} 的週期比 {\displaystyle S_{2}} 的週期短，由此可知靠近引力源的地方的時間比遠離引力源的地方的時間慢。
其實藍移及紅移是相對的，如果輻射從 {\displaystyle S_{1}} 向 {\displaystyle S_{2}} 發射，便會得到紅移的結果，習慣上會把這現象稱為“引力紅移”。

#### 時空彎曲的本質
Schild 在 60 年代提出一個論據，等效原理的成立表明自洽的引力理論無法在狹義相對論的框架內完成。
他的證明如下：考慮一個觀察者在地球表面上高{\displaystyle z_{1}\,} 處，有另一個觀察者在地球表面上高{\displaystyle z_{2}=z_{1}+h\,} 處彼此相對靜止（即是上述的 {\displaystyle S_{1}} 和 {\displaystyle S_{2}} ）。觀察者可通過觀察來得知彼此相對靜止，並且他們相對於地球的洛侖茲參考系也是靜止的。在這條件下在 {\displaystyle S_{1}} 發出固有頻率{\displaystyle f_{1}\,}的電磁訊號，在  {\displaystyle S_{2}} 接收到，頻率為{\displaystyle f_{2}\,}；為了識別訊號， {\displaystyle S_{1}} 和 {\displaystyle S_{2}} 的觀察者約定訊號有{\displaystyle N\,}個週期長的脈衝，則發射時所需的時間是{\displaystyle \Delta t_{1}\,}由{\displaystyle N=f_{1}\Delta t_{1}\,}定出。而在 {\displaystyle S_{2}} 的接收者所需要的吸收時間{\displaystyle \Delta t_{2}\,}是由{\displaystyle N=f_{2}\Delta t_{2}\,}定出。由於根據引力紅移：{\displaystyle f_{1}>f_{2}\,}，所以必然有{\displaystyle \Delta t_{1}<\Delta t_{2}\,}，時間間隔也就不同了，而人們可在固定的{\displaystyle \Delta t\,} 後再發射多一次訊號。把這個情況用狹義相對論的時空圖去分析，光在時空圖沿 {\displaystyle 45^{\circ }} 的零線移動，在上述的情況下在時空圖中已畫了一個平行四邊形，但它的對邊不對等，即是{\displaystyle \Delta t_{1}<\Delta t_{2}\,}；在平直時空中，這是不可能的。有人提出一個問題：既然光在引力場傳播，光線必然彎曲，而不會沿 {\displaystyle 45^{\circ }} 的零線移動。但重要的是：引力場是靜止的，質驗者也沒移動，所以實驗中沒有裝置隨時間變化，所以甚麼的光線移動的路徑必然是全等的，結果仍是{\displaystyle \Delta t_{1}<\Delta t_{2}\,}。即是該平行四邊形無法合攏，如要合攏即要平行四邊形“拱”起來，但在平直時空中是不可能的。
以上論証並未提供引力場所需的彎曲時空，但已說明了如果等效原理要成立，平直時空中要完成引力理論是不可能的；甚至是用全域的加速參考系去正確描述引力也是不可能的。

## 強等效原理
強等效原理是指在時空區域的一點內的引力場可用相應的局域慣性參考系去描述，而狹義相對論在其局域慣性參考系中完全成立。
弱等效原理並不能推演出強等效原理，而只是強等效原理的一個抽象結果。利用廣義相對論幾何方式（時空度規張量、時空曲率張量）去描述引力（引力場強度、引力勢）的基礎即在此原理之上。由於引力場本身是與引力場源的距離有關，形成了引力場在時空分佈中並不均勻，是不能用一個全域的加速參考系去描述，即是用一個全域的加速參考系去抵消各時空點上的引力。但每一點的引力場是有一個相應的引力場強度，可用有一個與之相等的加速度（相對於靜止的觀察者）的局域的加速參考系，亦即是局域慣性參考系（相對於加速的觀察者）去描述，即是用一個局域的加速參考系去抵消各相應的時空點上的引力，然後將各個局域慣性參考系的關係統合起來（即是曲率和能動張量的關係），就可對全域的時空作抽述（例如運動定律）。
例如在狹義相對論中成立的能量-動量守恆定律有以下的形式：
在廣義相對論中有以下的形式：
後兩項可看作加速度或引力場對守恆定律的影響。

## 等效原理的实验验证
據說16世纪伽利略在意大利进行了著名的比萨斜塔实验，但未有人證明是否確有其事。数百年来，物理学家进行了众多实验对等效原理进行检验。1971年，执行阿波罗15号登月任务的宇航员大卫·斯科特在月球上当着电视摄像机的面，将锤子和羽毛同时扔出，两样东西同时掉到了月球表面。他喊道：“你们知道吗？伽利略先生是正确的。”
当代测量激光从月球反射回到地球的时间得到的结果是等效原理在{\displaystyle 10^{-12}}的精度上成立。法国计划在2010年发射MICROSCOPE卫星，测量精度可达{\displaystyle 10^{-15}}。意大利计划发射伽利略·伽利雷卫星（GG）将在{\displaystyle 10^{-17}}的精度上对等效原理进行检验。斯坦福大学和一个国际研究小组合作的等效原理卫星检测（STEP）计划测量精度将达到{\displaystyle 10^{-18}}。
2018年，西維吉尼亞州的葛林·班克天文台利用一個三星系統再次驗証等效原理。PSR J0337+1715是由一個中子星與兩個白矮星組成的三星系統。從準確地追蹤這三顆星的足跡，研究員證實，特別結實的中子星與比較疏鬆的白矮星都以同樣的方式「掉落」，換句話說，它們都遵守強版等效原理。